# بيتر بلامر
بيتر بلامر (28 يناير 1947 في المملكة المتحدة - ) (بالإنجليزية: Peter Plummer)‏ هو لاعب كريكت بريطاني. لعب مع نادي مقاطعة نوتنغهامشير للكريكت ‏ وBuckinghamshire County Cricket Club ‏.

## وصلات خارجية
- بيتر بلامر على موقع إي آس بي آن كريك إنفو (الإنجليزية)